# Sportanlage Heerenschürli
Lo Sportanlage Heerenschürli è un complesso di impianti sportivi nel quartiere Schwamendingen della città di Zurigo in Svizzera.
Ospita le partite casalinghe delle squadre del F.C. Zürich e del F.F.C. Zürich (femminile).
Nel complesso ci sono 12 campi di calcio (di cui 2 omologati per la Promotion League, 5 per la 2. Lega, 4 omologati per la 4. Lega e 1 per gli juniores) e 1 diamante di baseball.
Il campo principale non ha lo spazio per le gradinate laterali e frontali e perciò la capienza è limitata alla sola tribuna centrale coperta.